# Estudi de cohort

Un estudi de cohort és una forma particular d'estudi longitudinal que mostra una cohort (un grup de persones que comparteixen una característica definitòria, normalment aquells que van experimentar un esdeveniment comú en un període seleccionat, com el naixement o la graduació), realitzant una secció transversal a intervals a través del temps. Tot i que un estudi de cohort és un estudi longitudinal, un estudi longitudinal no sempre és un estudi de cohort, ja que els individus en un estudi longitudinal no sempre comparteixen una característica comuna.
Els estudis de cohorts constitueixen un dels dissenys fonamentals d'epidemiologia que s'utilitzen en la recerca en els àmbits de la medicina, la infermeria, la psicologia, les ciències socials i en qualsevol camp que depèn de respostes "difícils d'assolir" que es basen en evidències (estadístiques). En medicina, per exemple, mentre els assaigs clínics s'utilitzen principalment per avaluar la seguretat/utilitat de tractaments recentment desenvolupats, s'utilitzen sovint els estudis de cohorts per identificar possibles causes de les malalties, o per ajudar a proporcionar una justificació preclínica de factors de protecció (tractaments), observant els factors de risc que afectarien la incidència (o modificació del curs) de malalties. Els estudis de cohort difereixen dels assaigs clínics en què no es realitza cap intervenció, tractament o exposició als participants; i no es defineix cap grup de control. Al contrari, els estudis de cohort són bàsicament sobre les històries de vida (història clínica, respostes d'una entrevista sobre dades passades) dels segments d'individus. Les exposicions o els factors de protecció s'identifiquen com a característiques preexistents dels participants. L'estudi se segueixen altres característiques comunes de la cohort per l'anàlisi estadística. Les variables d'exposició/tractament i de seguiment es mesuren a la línia de base. A continuació, els participants se segueixen en el temps per observar la variable objecte de l'estudi (taxa d'incidència de la malaltia, mortalitat, millora/empitjorament). L'anàlisi de la regressió es pot utilitzar per avaluar fins a quin punt l'exposició/tractament contribueixen a la variable objecte de l'estudi, mentre que es tenen en compte altres variables que poden estar en joc.
Les proves controlades aleatòries (PCA) de doble cec generalment es consideren una metodologia superior en la jerarquia d'evidència en el tractament, ja que permeten controlar al màxim altres variables que poden afectar el resultat, i els processos d'aleatorització i cegament que redueixen els biaixos en el disseny de l'estudi. Això minimitza la probabilitat que els resultats es vegin influïts per les variables de confusió, especialment les que es desconeixen. Tanmateix, les hipòtesis basades en investigacions prèvies i coneixements de fons s'utilitzen per seleccionar variables que s'han d'incloure en el model de regressió per als estudis de cohort, i es poden utilitzar mètodes estadístics per identificar i detectar possibles confusors d'aquestes variables. Els biaixos també es poden mitigar en un estudi de cohort quan se seleccionen els participants de la cohort. També és important tenir en compte que les PCA poden no ser adequades en tots els casos; com quan el resultat pot comportar un efecte negatiu per a la salut segons la hipòtesi estudiada. Els estàndards ètics i la moralitat impedirien l'ús de factors de risc en la PCA. L'exposició natural o incidental a aquests factors de risc (p. ex. el temps passat al sol), o l'exposició autoadministrada (p. ex. el consum de tabac) es poden mesurar sense sotmetre als participants a factors de risc fora del seu estil de vida, hàbits i opcions individuals.
Els estudis de cohort poden ser retrospectius (revisant el temps, utilitzant dades existents, com registres mèdics) o prospectius (que requereixen la recopilació de noves dades). Els estudis de cohort retrospectius restringeixen la capacitat dels investigadors de reduir la confusió i el biaix perquè la informació recopilada està restringida a dades que ja existeixen. Tanmateix, hi ha avantatges per a aquest disseny, ja que els estudis retrospectius són molt més barats i més ràpids perquè les dades ja s'han recollit i emmagatzemat.
Indicadors d'estudi de cohorts:
- Quan hi ha una forta associació entre causa i efecte, establerta per qualsevol estudi observacional
- Quan l'exposició és escassa, però la incidència de la malaltia entre els exposats és alta
- Quan la desgast o pèrdua d'individus es pot minimitzar